# نهوی
شهر نهوی (به رومانیایی: Nehoiu) در شهرستان بوزئو در کشور رومانی واقع شده‌است. جمعیت این شهر ۱۲٬۶۵۰ نفر  است.